# Turritopsis
Turritopsis (лат.) — род гидроидных из отряда Anthoathecata. Представители населяют моря тропического и умеренного поясов.

## Строение полипов
Стадия полипа у Turritopsis представлена возвышающейся над субстратом ветвящейся колонией. Добывающие пищу зооиды (гидранты) обладают веретенообразной или булавовидной формой. На большей части их поверхности расположены нитевидные щупальца с многочисленными стрекательными клетками. Общее тело колонии (ценосарк) покрыто трубчатой хитиновой кутикулой, которая выступает в роли скелета. Закладка почек, из которых развиваются медузы, происходит под кутикулой.

## Строение медуз
Медузы Turritopsis обладают куполообразной формой и в диаметре достигают 4—5 мм. По краю зонтика расположен венчик щупалец, число которых возрастает в ходе жизни: от 8 у только что отпочковавшейся медузы до 80—90. Для медуз из некоторых японских популяций характерно существенно большее число щупалец — до 196, причём они располагаются в несколько рядов. В роде известны раздельнополые представители и синхронные гермафродиты. Эмбриогенез и раннее развитие личинок происходит в ассоциации с материнским организмом.

## Инверсия жизненного цикла
В 1990-х годах было обнаружено, что медузы этого рода, уже достигшие половой зрелости, способны оседать на дно и превращаться обратно в полипы. В лабораторных условиях запуска этого процесса удалось добиться резкими перепадами температуры, снижением солёности, длительным выдерживанием без пищи, а также нанесением механических повреждений. Примечательно, что в метаморфозе принимают участие претерпевшие дифференцировку соматические клетки.

## Таксономия
Долгое время большинство исследователей рассматривали род как монотипный, включающий единственный вид Turritopsis nutricula, считавшийся космополитом, населяющим моря тропического и умеренного поясов. Однако недавние исследования выявили существенные различия в строении тела и биологии размножения медуз, отчасти согласующиеся с данными молекулярной филогенетики.
- Turritopsis dohrnii (Weissmann, 1883)
- Turritopsis fascicularis Fraser, 1943
- Turritopsis lata Lendenfeld, 1884
- Turritopsis minor (Nutting, 1905)
- Turritopsis nutricula McCrady, 1857typus
- Turritopsis pacifica Maas, 1909
- Turritopsis polycirrha (Keferstein, 1862)
- Turritopsis rubra Farquhar, 1895
- Turritopsis chevalense (Thorneley, 1904)
- Turritopsis pleurostoma (Péron & Lesueur, 1809)